# Stenomalina chloris
Stenomalina chloris är en stekelart som först beskrevs av Walker 1836.  Stenomalina chloris ingår i släktet Stenomalina och familjen puppglanssteklar. Inga underarter finns listade i Catalogue of Life.